# Misundelse
Misundelse er en følelse, et ønske om at have en andens egenskaber, status, evner, anseelse eller ejendele. Misundelse har ikke nødvendigvis med ting at gøre; det centrale er fornemmelsen af den anden er i en bedre situation end man selv er.
I den katolske tradition er misundelse (invidia) en af "de syv dødssynder" og betragtes som en synd, fordi den misundelige overser sine egne gaver og stræber efter den andens tilstand i stedet for at arbejde på sin egen åndelige forbedring.
Misundelse kan forveksles med griskhed, en anden dødssynd.
Misundelse kan være en drivkraft i mange menneskelige forhold, både privat og politisk.
I litteraturen er Biblens beretning om Kain og Abel fra 4. kapitel i Første Mosebog blandt de mest kendte historier om misundelse:
De to brødre gør hver sit offer til "Herren", men Herren ser kun Abels offer, og Kain bliver "såre vred og gik med sænket hoved" og slår Abel ihjel.
Freuds ødipuskompleks er en teori om de følelser, et barn gennemgår i det falliske fase. Denne fase går et barn igennem fra det er 3-5 år og er en seksuelt betonet kærlighed til en af dets forældre af modsat køn. Under denne fase er barnets erogene zone dets køn, og det er derfor interreseret i både deres egne genitalier og forældrenes. Ifølge Freud optræder misundelse kun hos piger, der grundet den falliske fase lægger mærke til faderens penis og moderens vagina. Pigen vil opdage at hun ikke selv har en penis og vil blive misundelig på sin far.